# Sperata aorella
Sperata aorella är en fiskart som först beskrevs av Blyth, 1858.  Sperata aorella ingår i släktet Sperata och familjen Bagridae. IUCN kategoriserar arten globalt som livskraftig. Inga underarter finns listade i Catalogue of Life.